# Corpo di spedizione italiano in Estremo Oriente
Nell'agosto 1918 verso la fine della prima guerra mondiale, un corpo di spedizione italiano fu inviato sotto comando Alleato in Estremo Oriente, in Manciuria, per combattere contro i russi bolscevichi dell'Armata Rossa.

## Storia
Questo corpo di spedizione, basato nella Concessione italiana di Tientsin, insieme agli italiani ex soldati dell'Imperiale e regio esercito austro-ungarico inquadrati nella Legione Redenta di Siberia, combatté nella primavera e nell'estate 1919 per mantenere attiva la ferrovia Transiberiana fino in Manciuria; la Transiberiana serviva agli Alleati per approvvigionare i russi dell'Armata Bianca, che combattevano contro i Sovietici.
Il contingente italiano destinato in Manciuria, comandato dal colonnello Fossini Camossi, era costituito da un battaglione di fanteria, da una sezione di carabinieri reali, e da una sezione di artiglieria da montagna; giunse a Vladivostok il 17 ottobre 1918, inquadrato in una divisione cecoslovacca.
Il 17 maggio 1919 si scontrarono con sei reggimenti di fanteria bolscevica, e occuparono Rubenskey; il 1º giugno parteciparono al combattimento di Alexejevska, e alla difesa della testa di ponte sul Leiba.
La missione terminò il 9 agosto 1919, quando il corpo di spedizione fu richiamato dal Governo Nitti I in Italia, dove rientrò nel maggio 1920.